# 恩斯特·阿尔布雷希特
恩斯特·阿尔布雷希特（德語：Ernst Albrecht，1907年11月12日—1976年3月26日），德国男子足球运动员。他曾代表德国国家队参加1934年国际足联世界杯，结果获得季军。他也曾参加1928年夏季奥林匹克运动会。